# Shima (Mie)
Shima (jap. 志摩市 Shima-shi) ist eine Stadt in der japanischen Präfektur Mie auf der Shima-Halbinsel.
Der Küstenort mit etwa 60.000 Einwohnern liegt in einer zentraljapanischen Ferienregion, die für ihre Shintō-Schreine bekannt ist. Die Ago-Bucht ist das Zentrum der japanischen Perlenzucht, nachdem diese hier 1893 in Japan eingeführt wurde. Auf der Insel Kashiko-jima fand 2016 der G7-Gipfel statt.

## Geographie
Shima liegt südlich von Toba und südöstlich von Tsu am Pazifischen Ozean.

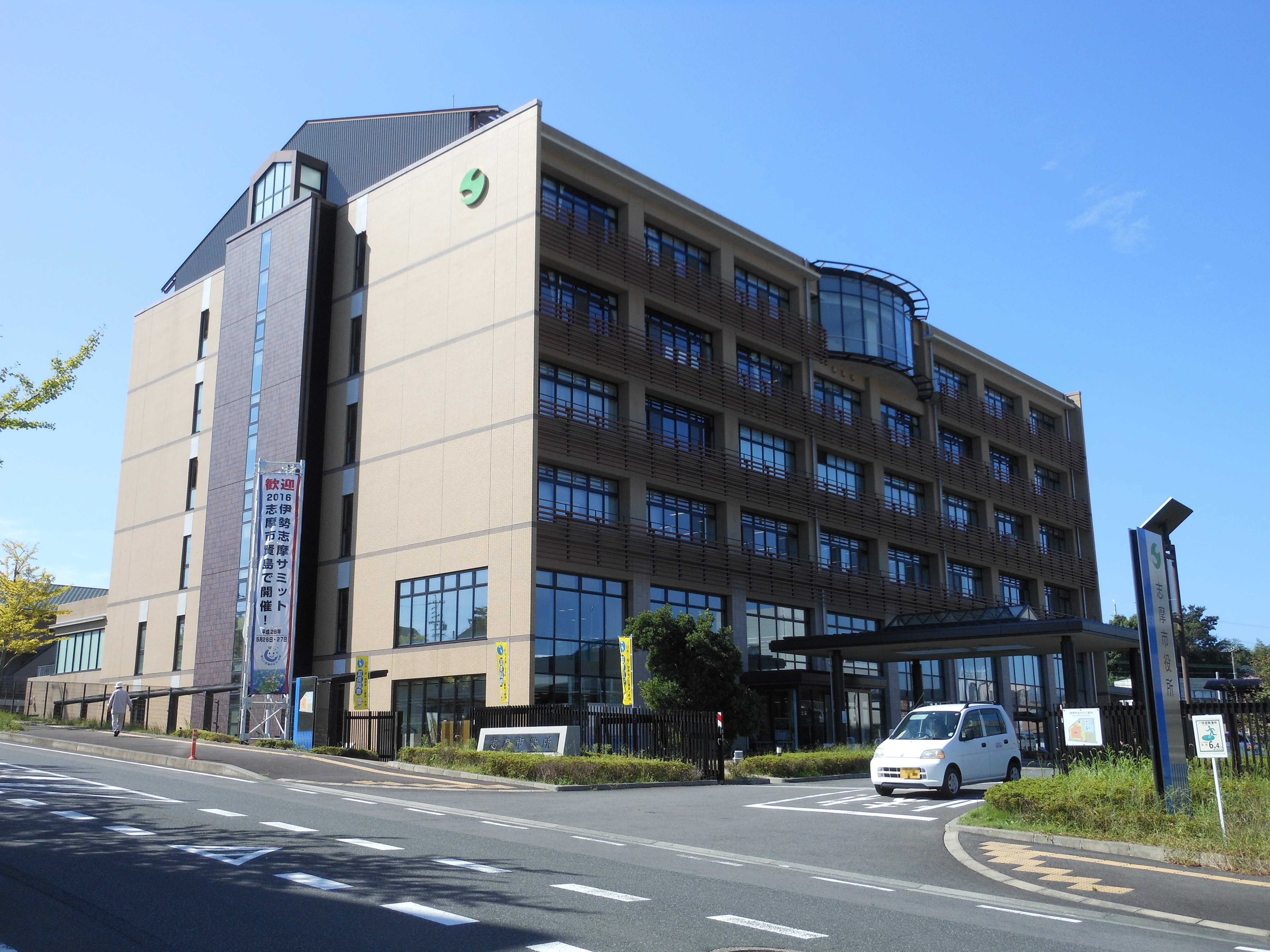
Rathaus

## Sehenswürdigkeiten
- Kap Daiōzaki
- Schreine und Tempel:
  - Izawa-no-miya
  - Funakoshi-jinja
  - Nakiri-jinja

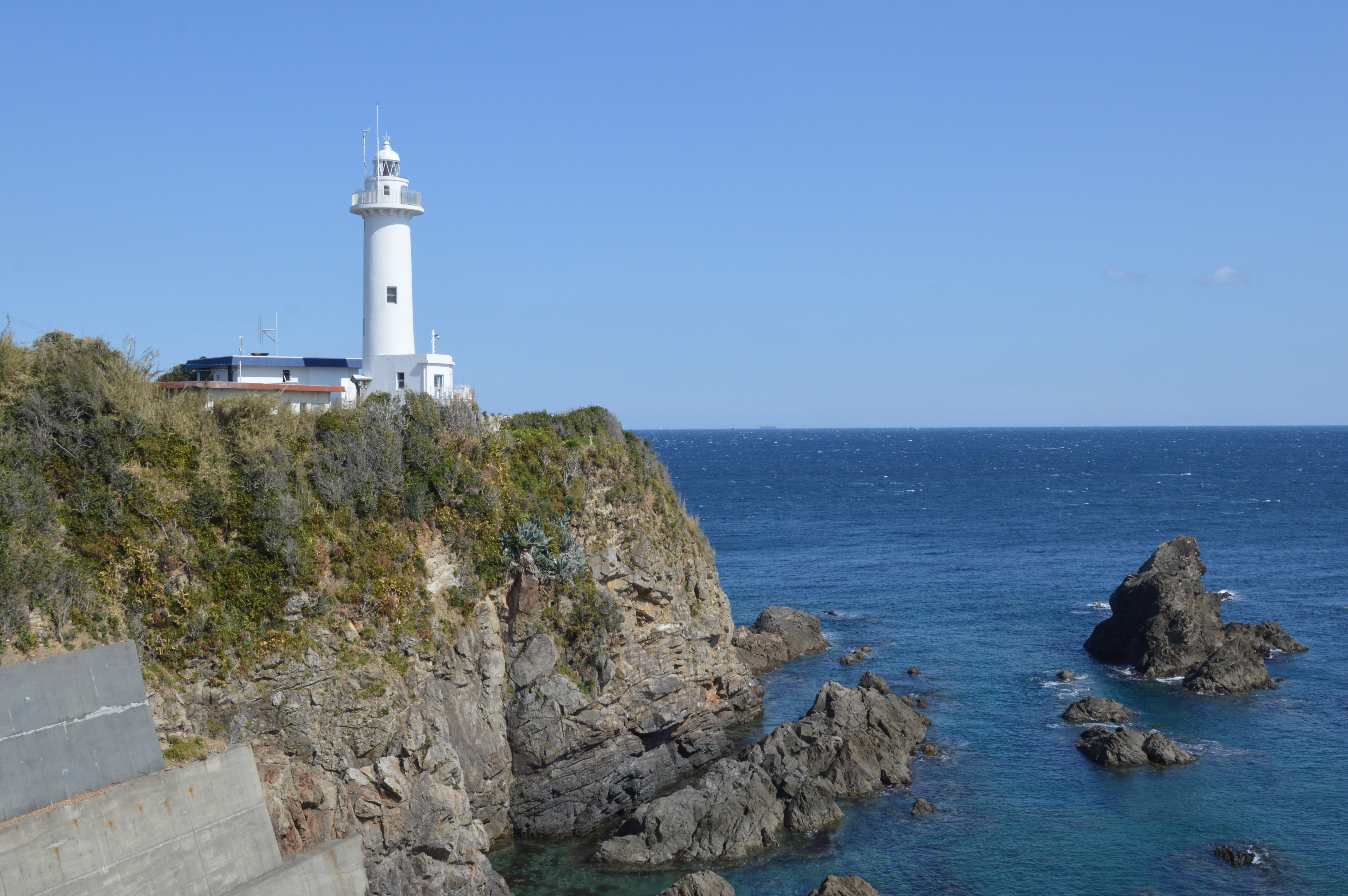
Leuchtturm am Kap Daiōzaki

- Shima Spain Mura (Vergnügungspark)

## Geschichte
Die Stadt Shima wurde am 1. Oktober 2004 aus den ehemaligen Gemeinden Shima, Ago, Isobe, Daio und Hamajima gegründet.

## Verkehr
- Straße:
  - Nationalstraße 167, 260
- Zug:
  - Kintetsu Shima-Linie

## Angrenzende Städte und Gemeinden
- Toba
- Ise
- Minami-ise

## Persönlichkeiten
- Kenshirō Tanioku (* 1992), Fußballspieler